# Колатина
Колатина (порт. Colatina) — муниципалитет в Бразилии, входит в штат Эспириту-Санту. Составная часть мезорегиона Северо-запад штата Эспириту-Санту. Входит в экономико-статистический микрорегион Колатина. Население составляет 111 789 человек на 2006 год. Занимает площадь 1 423,271 км². Плотность населения — 78,5 чел./км².

## История
Город основан 22 августа 1921 года.

## Статистика
- Валовой внутренний продукт на 2003 составляет 641.749.411,00 реалов (данные: Бразильский институт географии и статистики).
- Валовой внутренний продукт на душу населения на 2003 составляет 5.945,10 реалов (данные: Бразильский институт географии и статистики).
- Индекс развития человеческого потенциала на 2000 составляет 0,773 (данные: Программа развития ООН).

## География
Климат местности: тропический. В соответствии с классификацией Кёппена, климат относится к категории Aw.